# Лев Кашерининов
Лев Петрович Кашерининов (на руски: Лев Петрович Кашерининов) е поручик от лейб-гвардейски Егерски полк, участник в Руско-турската война (1877-1878), загинал в битката при Телиш.

## Биография
Лев Кашерининов е роден през 1851 г. Произхожда от дворянско семейство от Орловска губерния на Руската империя. Първоначално образование получава в Орловската военна гимназия "Михаил Бахтин" откъдето е произведен във фелдфебел. По-късно учи в Първо военно Павловско училище, което завършва през 1872 г. с чин подпоручик. Същата година е зачислен в армейската пехота. Командирован е през 1873 г. в Лейбгвардейски Егерски полк, с когото участвува в Руско-турската война (1877 – 1878). Загива на 12/24 октомври при атаката на турските редути в битката при Телиш. Когато на 16/28 октомври турският гарнизон се предава, телата на поручик Кашерининов и подпоручик Александър Романов не са открити. По думите на пленени английски лекари се потвърждава, че са пленени полуживи, измъчвани и изгорени от турците.

## Памет
Името на Лев Кашерининов е изписано върху Черния паметник при Телиш заедно с имената на другите загинали офицери.